# Ivan Jarnjak
Ivan Jarnjak (Bednja, 9. travnja 1941.), hrvatski političar, član HDZ-a.

## Životopis
Godine 1976. završio je Fakultet za organizaciju rada, radio je u TEP-u 32 godine na raznim rukovodećim mjestima, a nekoliko je godina bio i njegov glavni direktor.
Od 1991. do 1992. bio je zamjenik ministra unutarnjih poslova, 1992. i 1995. na izborima izabran je za zastupnika u Hrvatski sabor. Od 1992. do 1996. obnašao je dužnost ministra unutarnjih poslova Republike Hrvatske, a od 1997. do 2000. bio je predstojnik UNS-a.
Na izborima 2000. izabran je za zastupnika u Hrvatskom saboru u kojem obnaša dužnost potpredsjednika Odbora za izbor, imenovanja i upravne poslove. U petom mandatu Sabora (2003. – 2007.) Jarnjak je također izabran za zastupnika, a bio je i predsjednik Odbora za unutarnju politiku i nacionalnu sigurnost.
Na parlamentarnim izborima 2007. Jarnjak je ponovno izabran za saborskog zastupnika te na konstituirajućoj sjednici za šesti saziv izabran je za potpredsjednika Hrvatskog sabora.